# سینمای ویتنام

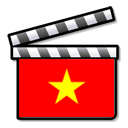

سینمای ویتنام (انگلیسی: cinema of Vietnam) به تاریخ سینمای این کشور به ویژه بین سال‌های ۱۹۴۰ تا ۱۹۷۰، سینمای مستند ویتنام، بدنه سینمایی، جایزه‌ها و جشنواره‌های سینمایی و همچنین نهادها و سازمان‌های سینمایی این کشور اشاره دارد. سینمای مستند ویتنام در ذات از تمامی سینماهای منطقه شامل سینمای اندونزی، سینمای فیلیپین، سینمای مالزی، سینمای میانمار و حتی سینمای هند به مراتب دارای وزن بیشتری است.

## پیشینه
سینمای داستانی و فیلم بلند در این کشور آنچنان پیشینه‌ای ندارد. اهمیت سینمای مستند برای ویتنامی‌ها و علاقه مخاطبان به این نوع آثار، جدای از شروع تاریخ سینما با فیلم مستند، به سبب دوره‌های پرفراز و نشیب سیاسی و دوران جنگ طی دهه‌های ۱۹۴۰ تا ۱۹۷۰ بوده‌است. بدنه سینمایی ویتنام سالیانه ۲۸ فیلم بلند مستند تولید می‌کند، که رقمی بسیار قابل اعتنا می‌باشد. شروع فیلمسازی در ویتنام در دهه ۱۹۲۰ و باهمت تعدادی از روشنفکران هانوی سرو شکل گرفت. در ۶ نوامبر ۱۹۲۵ این گروه از مراسم تدفین پادشاه کای دین و همچنین مراسم تاج‌گذاری پادشاه بعدی بائو دای چند فیلم مستند تهیه کردند. در دهه ۱۹۳۰ چند فیلم به زبان ویتنامی در هنگ کنک برای نمایش در هانوی ساخته شد که همگی با شکست مطلق و عدم اقبال مخاطبان روبرو بودند. بین سال‌های ۱۹۳۷ تا ۱۹۴۰، ۲ فیلم ناطق ویتنامی حقیقت عشق و ترانه پیروزی اما به نسبت با استقبال روبرو شدند.

## دوران جنگ و اتحاد مجدد
در پی وقوع اولین جنگ هندوچین (First Indochina War) در ۱۹ دسامبر ۱۹۴۶ سینمای نوپای ویتنام به محاق رفت. اولین جنگ هندوچین که معمولاً به عنوان جنگ مقاومت ضد فرانسه در ویتنام شناخته می‌شود در ویت مین تا ۱ اوت ۱۹۵۴ ادامه یافت. یکسال بعد جنگ معروف سده ۲۰ یعنی جنگ ویتنام آغاز شد؛ که از سال ۱۹۵۵ تا ۱۹۷۵ بین نیروهای ویتنام شمالی و جبهه ملی آزادی‌بخش ویتنام جنوبی از یک سو، و نیروهای ویتنام جنوبی و متحدانش به ویژه ایالات متحده آمریکا از سوی دیگر رخ داد. همزمان و مرتبط با این جنگ، جنگهای نیابتی در لائوس و کامبوج بین نیروهای آمریکایی در برابر نیروهای کمونیستی برقرار شد. در پایان، با خروج آمریکا، جنگ داخلی لائوس، جنگ داخلی کامبوج و جنگ ویتنام همهٔ این کشورها حکومتهای کمونیستی پیدا کردند. در تمام این سال‌ها سینمای ویتنام عملاً بر ساخت مستند متمرکز بود. پس از اتحاد مجدد ویتنام شمالی و ویتنام جنوبی، استودیوهای سابق در ویتنام جنوبی به ساخت فیلم‌های رئالیسم سوسیالیستی روی آوردند. در این زمان تولید فیلم ویتنامی افزایش یافت و تا سال ۱۹۷۸ تعداد فیلم‌های ساخته شده از ۳ فیلم به ۲۰ فیلم افزایش یافت.

## سینمای معاصر

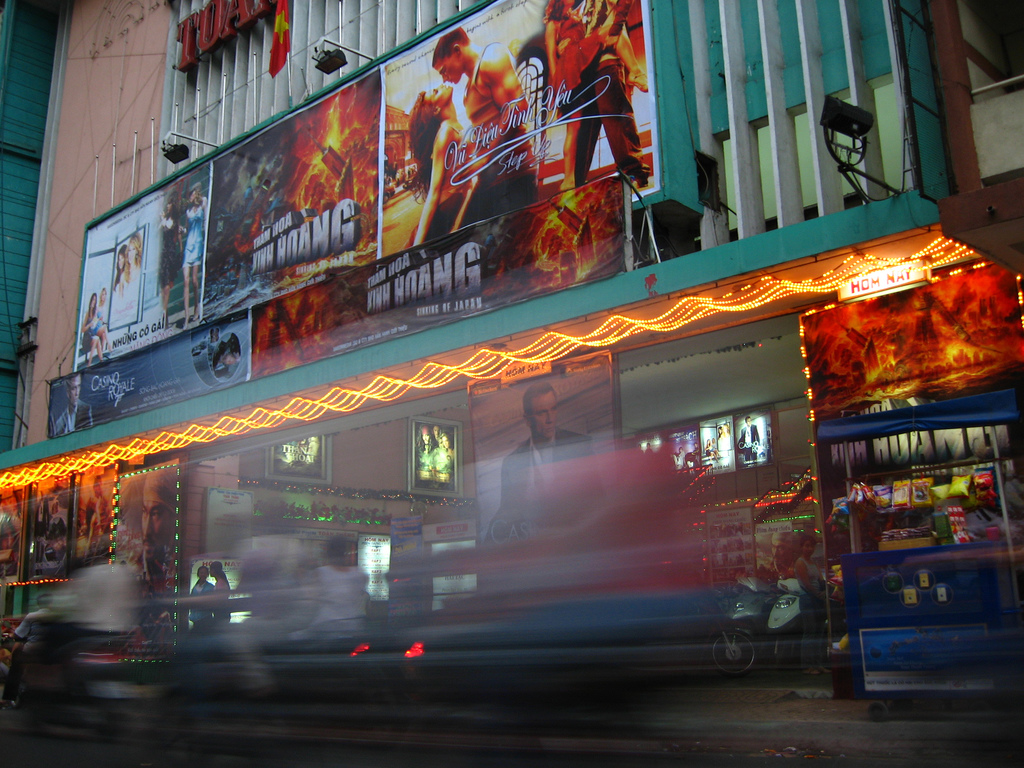
یک سینما در ویتنام

در سینمای داستانی ویتنام، فیلم‌های با اهمیت عمدتاً ساخته تران آن هونگ هستند. «سه‌گانهٔ ویتنام» او شامل بوی پاپایای کال یا بوی خوش پاپایای سبز محصول ۱۹۹۳ و نامزد جایزه اسکار بهترین فیلم بین‌المللی در شصت و ششمین دوره جوایز اسکار و برنده دوربین طلایی از جشنواره فیلم کن، سایکلو محصول ۱۹۹۵ و برنده شیر طلایی جشنواره فیلم ونیز و شعاع عمودی آفتاب محصول ۲۰۰۰ از مهمترین آثار تران آن هونگ برشمرده می‌شوند.

## فیلم‌های داستانی یا مستند که تمام یا بخشی از آن در ویتنام فیلم‌برداری شدند
- جوخه اندرسون (۱۹۶۷)
- قلب‌ها و ذهن‌ها (۱۹۷۴)
- شکارچی گوزن (۱۹۷۸)
- اینک آخرالزمان (۱۹۷۹)
- رمبو: اولین خون قسمت دوم (۱۹۸۵)
- هواپیمایی آمریکا (۱۹۹۰)
- عاشق (۱۹۹۲)
- هند و چین (۱۹۹۲)
- بوی خوش پاپایای سبز (۱۹۹۳)
- بهشت و زمین (۱۹۹۳)
- سایکلو (۱۹۹۵)
- شعاع عمودی آفتاب (۲۰۰۰)
- ما سرباز بودیم (۲۰۰۲)
- ماهی کوچک (۲۰۰۵)
- سپیده‌دم رهایی (۲۰۰۶)
- فرابنفش (۲۰۰۶)
- یاغی (۲۰۰۷)
- زندگی در یک روز (۲۰۱۱)
- نوبل (۲۰۱۴)
- ۲۰۳۰ (۲۰۱۴)
- چائو: فراتر از خطوط (۲۰۱۵)
- کیک‌بوکسور: انتقام (۲۰۱۶)

## جایزه‌ها و جشنواره‌های سینمایی
جشنواره فیلم ویتنام (Vietnam Film Festival) در سال ۱۹۷۰ تأسیس شد. این جشنواره مهمترین رویداد سینمایی این کشور است و هر ۲ یا ۳ سال یکبار، در شهرهای مختلف این کشور برگزار می‌شود. جایزه لوتوس زرین یا جایزهٔ لاله مردابی زرین (Golden Lotus) نامِ ارزشمندترین جایزه‌ای است که در این جشنواره اعطا می‌شود. این جایزه در ۵ شاخهٔ فیلم‌های بلند، فیلم‌های ویدئویی، فیلم‌های مستند، «فیلم‌های علمی» و فیلم‌های انیمیشن اهدا می‌شود. یادآوری می‌گردد که «لاله مردابی»، گل ملی کشورهای هند و ویتنام است.
جایزه بادبادک زرین (Golden Kite Awards) دیگر جایزه سینمایی مهم در کشور ویتنام است که اهمیتی چون جایزه اسکار در ایالات متحده آمریکا دارد. این جایزه از سال ۲۰۰۳ و در پنجاهمین سالگرد تأسیس «انجمن سینمای ویتنام» ایجاد شده و همین انجمن، متولیِ اجرای مراسم و اعطای جوایز است.

## آمار و ارقام
در ویتنام بیش از ۹۰۰ سالن سینمای فعال وجود دارد. سرانه تولید سالیانه فیلم در این کشور ۳ فیلم بلند، ۴ انیمیشن و ۲۸ فیلم مستند است. جمعیت سینماروی ویتنام نیز سالیانه نزدیک ۱۴ میلیون نفر برآورد شده‌است.